# Keiji Tamada
Keiji Tamada (jap. 玉田圭司 Tamada Keiji; ur. 11 kwietnia 1980) – japoński piłkarz grający na pozycji napastnika, członek reprezentacji Japonii od 2004 r.

## Życiorys
Ma 173 cm wzrostu i waży 63 kg. Od 2005 r. gra w klubie Nagoya Grampus Eight, wcześniej – Kashiwa Reysol.
Wchodził w skład drużyny japońskiej podczas Mistrzostw Świata w piłce nożnej w 2006 r. Był strzelcem jedynej bramki dla Japonii w meczu z Brazylią 22 czerwca.